# Cisma de los Tres Capítulos
El Cisma de los tres Capítulos o Controversia de los Tres Capítulos fue un intento de reconciliar a los cristianos no calcedonianos de Siria (Iglesia ortodoxa siria) y Egipto (Iglesia ortodoxa copta) con la ortodoxia calcedonia oriental, tras el fracaso del Henotikon.
Bajo la denominación de los Tres Capítulos se entiende las personas y obras de tres teólogos del siglo V que desempeñaron un cierto papel en el periodo que media entre los concilios de Éfeso y Calcedonia, y luego se convirtieron en manzana de la discordia entre los diversos partidos de la política eclesiástica. Se trata de:
- Teodoro de Mopsuestia (350-428), obispo de Antioquía. Acusado de nestorianismo, pero nunca condenado, murió en paz en el seno de la Iglesia.
- Ibas de Edesa (†457), obispo del tiempo que siguió a la unión de 433 entre las escuelas de Alejandría y Antioquía. No defiende explícitamente a Teodoro, pero tampoco expresa ningún apoyo a Cirilo de Alejandría, los dos cabezas de ambos patriarcados. La carta objeto de anatematismo reconoce la unión, pero expresa su apoyo a Teodoro.
- Teodoreto de Ciro, obispo. Algunos de sus escritos van dirigidos contra los anatematismos de Cirilo en los que este condenaba a Teodoro.

Ninguno de los tres fue condenado en Concilio de Calcedonia (451). La controversia surgió tomando como base los ataques de Cirilo contra Teodoro, en un intento de acercamiento al monofisismo y por miedo de la jerarquía a ser tildada de nestorianismo por los monofisitas, que tenían gran influencia en el Imperio bizantino. Fueron excomulgados finalmente en el II Concilio Ecuménico de Constantinopla en el año 553.

## Antecedentes
Según Evagrio Escolástico, la persona que la puso en marcha fue Teodoro Ascidas, obispo de Cesarea y consejero de Justiniano I, considerado protector del origenismo, para desviar la atención de Justiniano de la persecución a su partido. Liberatius de Cartago añade que Ascidas deseaba tomar venganza contra Teodoro de Mopsuestia, quien había escrito mucho contra Orígenes. Sus sugerencias tuvieron éxito ante Justiniano, que a finales del 543 y principios del 544 compuso un extenso tratado erudito sobre los Tres Capítulos, que contiene anatematismos contra ellos, comportándose de forma autoritaria, como señor de la Iglesia. 
El objetivo era animar a los ortodoxos orientales a aceptar las decisiones del concilio de Calcedonia y el tomo del papa León I, a fin de traer la armonía religiosa al Imperio bizantino, pero el resultado fue el contrario.
Aunque los canonistas católicos admiten que los errores teológicos de Teodoro eran graves, pueden encontrar que los de Teodoreto e Ibas eran debidos principalmente, aunque no totalmente, a una mala comprensión del lenguaje de Cirilo de Alejandría. Sin embargo, estos errores no hacían fácil la decisión de condenar a unos hombres que habían muerto en paz con la Iglesia. Tanto Teodoreto como Ibas fueron privados de sus obispados, pero luego fueron restaurados en ellos, tras condenar a Nestorio.
Facundo, obispo de Hermiane, señaló en su Defensio trium capitularum que también Cipriano había errado en exigir el segundo bautismo para los heréticos arrepentidos, pero que a nadie se le habría ocurrido anatematizarle por ello.

## La suscripción
Los obispos recibieron la orden de suscribir los anatematismos, pero algunos pusieron dificultades. Menas de Constantinopla los sucribió, pero exigió la garantía de que retiraría la firma si el Papa no los firmaba. La mayoría de obispos orientales cedió a la firma, tras corta resistencia, pues los que así lo hicieron fueron recompensados, y los que se negaron, fueron depuestos o tuvieron que ocultarse (Liberatus, Brev., 24; Facundus, Def., II, 3 and Cont. Moc.). En cambio, entre los obispos de lengua latina, la actitud fue mayoritariamente negativa, especialmente en África, Italia y Galia. Los apocrisarios del Papa en Constantinopla rehusaron la comunión eclesiástica a Menas por haber firmado. El argumento que emplearon es que, si se condenaba a los Tres Capítulos, se desautorizaba al concilio de Calcedonia, que no lo había hecho.
Para complicar más los hechos, hay que destacar que los obispos latinos, y Vigilio entre ellos, desconocían mayoritariamente la lengua griega, no pudiendo juzgar directamente los escritos incriminados. Esto ha de tenerse en cuenta al juzgar la conducta posterior de Vigilio.
Entonces Justiniano citó al papa Vigilio a Constantinopla, donde llegó en 547, y le propuso oficialmente la firma del documento. La actitud del Papa fue débil e indecisa. Al principio fue firme en sus opiniones, y su primer paso fue excomulgar a Menas, pero luego debió sentir que la tierra se abría a sus pies, cuando le suministraron las traducciones de algunos de los párrafos más cuestionables de los escritos de Teodoro. En 548 emitió su Iudicatum, donde rechazó, con restricciones, a los Tres Capítulos.
Las repercusiones de este escrito fueron grandes en occidente, hasta el punto de que el Papa tuvo que defenderse, aduciendo que el emperador empleó medios desleales para obligarle a su publicación. Justiniano cedió momentáneamente, accediendo a la retirada del Iudicatum a cambio de garantías de que el asunto sería tratado en un sínodo, en el que Vigilio se comprometía a procurar la condena de los Tres Capítulos. Sin embargo, Justiniano rompió el acuerdo, presionado por Ascidas, y emitió un nuevo decreto de condena en 551. El Papa exigió la revocación de este decreto, pero temeroso de su seguridad, huyó de su alojamiento en la Domus Placidiae, buscando refugio en la iglesia de San Pedro del palacio de Hormisdas, desde donde excomulgó a Ascidas, y luego a la iglesia de Santa Eufemia de Calcedonia. Justiniano empleó todos los medios de presión, hasta que consiguió de Vigilio la convocatoria de un concilio ecuménico. Este resultó ser el II Concilio de Constantinopla, el 5º ecuménico, con 166 obispos, de los cuales, solo 12 eran occidentales, en el que el papa no quiso participar activamente. El resultado fue la condena de los Tres Capítulos, con los anatematismos propuestos por Justiniano. El Papa Vigilio fue obligado a firmar para permitirle volver a Roma. El retorno se produjo en 555, viaje en el cual falleció cerca de Siracusa.

## El cisma de los Tres Capítulos
Los obispos de Aquilea, Milán y de Istria rehusaron condenar a los Tres Capítulos, y fueron, a su vez, anatematizados por el concilio. Mientras tanto, ya que estos obispos y la mayoría de sus sufragáneos no tardaron en convertirse en súbditos de los lombardos, en 568, quedaron fuera del alcance de la coerción del bizantino Exarcado de Rávena, y mantuvieron su desacuerdo.
El obispo de Milán renovó la comunión con Roma después de la muerte del obispo Frontón, en 581. Como este había huido de los lombardos para refugiarse en Génova, su sucesor, Lorenzo dependía del apoyo bizantino, y suscribió la condena.
En 568, el obispo cismático de Aquilea había huido 12 km al sur del territorio bizantino, controlando la ciudad de Grado. Los bizantinos lo permitieron, y fue elegido el arzobispo Elías como nuevo patriarca, quien procedió a la construcción de una catedral bajo el patrocinio de santa Eufemia. Esto suponía una adhesión descarada al cisma, pues las sesiones del concilio de Calcedonia fueron aprobadas en la iglesia de santa Eufemia de Calcedonia.
Gregorio Magno intentó una conciliación al final de su pontificado, especialmente a través de la reina Teodelinda, esposa de Autario, lo que empezó a tener algún efecto. Así en 606, Severo, el sucesor de Elías, murió, y hubo muchos clérigos partidarios de la reconciliación. Los bizantinos alentaron a éstos, que eligieron a Candidiano, quien pronto restableció la comunión. Sin embargo, otros clérigos descontentos huyeron a la parte continental de Aquilea bajo protección lombarda y eligieron a Juan como obispo, que mantuvo el cisma. Por tanto el cisma continuó y se profundizó, siguiendo las líneas de la política lombarda. Columbano de Luxeuil participó en el primer intento de resolver la división a través de la mediación en 613. El obispo de la "vieja" Aquilea acabó formalmente con el cisma en el sínodo de Aquilea de 698, solo después de que los lombardos abrazaran la ortodoxia católica.

## Efectos en el este
A pesar de los esfuerzos de Justiniano, el edicto condenatorio tuvo un efecto insignificante en el este. Entre los monofisitas no tuvo repercusión ninguna, con lo que la política de acercamiento fracasó por completo. En las décadas siguientes a la muerte de Justiniano, los cristianos locales estuvieron más preocupados por su seguridad en las guerras que por otra cosa, primero contra los persas y luego contra los árabes, que llegaron a controlar permanentemente los territorios más allá de los montes Tauro en la década de 630. Los cristianos de aquellas regiones mantuvieron sus creencias no calcedonianas o se convirtieron al islam